# متاکریلیل-کوآ
متاکریلیل-کوآ (به انگلیسی: Methacrylyl-CoA) با فرمول شیمیایی C۲۵H۴۰N۷O۱۷P۳S یک ترکیب شیمیایی با شناسه پاب‌کم ۸۷۷ است. که جرم مولی آن ۸۳۵٫۶۱ g/mol می‌باشد. 